# 里舍·巴塔尼
里舍·巴塔尼（1980年12月18日—）是一位印度演员，常出演宝莱坞电影。他凭借出演惊悚电影《博洛拉姆》获得认可，得到电影评论家塔兰·阿达什褒扬，并获得2009年Lions Gold Awards奖项提名。2012年，其出演的短片《LOC... A Playground》于因帕尔国际电影节上获奖。2015年传记电影《赞扬士兵，赞扬农民》中，他饰演了贾瓦哈拉尔·尼赫鲁。
2015年，巴塔尼被提名为福布斯印度名人百强。此外，他还在2012年法国维泰勒国际电影节上斩获奖项。